# Prix E.T.A. Hoffmann
Pour les articles homonymes, voir Hoffmann.

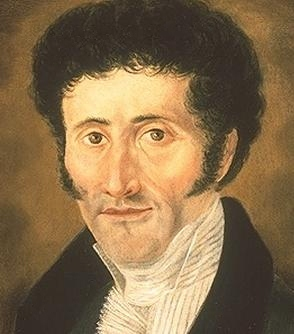
Ernst Theodor Amadeus Hoffmann

Le prix E.T.A. Hoffmann est un prix littéraire allemand accordé tous les deux ans depuis 1989 par la ville de Bamberg, en Bavière. Il tire son nom de l'écrivain et compositeur romantique Ernst Theodor Amadeus Hoffmann, qui vécut et œuvra à Bamberg entre 1808 et 1813.
Il est doté d'une somme de 6 000 euros, qui est divisible entre les lauréats.

## Lauréats
- 2022 WildWuchs Theater Bamberg
- 2020 Viera Janárčeková, compositrice slovaque

- 2018 Tanja Kinkel (de), écrivaine
- 2016 Heidrun Schimmel, artiste textile, et Bernd Wagenhäuser, sculpteur
- 2014 Bernhard Schemmel (de), germaniste, folkloriste et bibliothécaire, président de la société E.T.A. Hoffman
- 2012 Musikverein Bamberg
- 2010 Bernd Goldmann, ancien directeur de la Maison des artistes internationale (Internationales Künstlerhaus) « Villa Concordia », à Bamberg
- 2008 Horst Lohse, compositeur
- 2006 Albrecht Mayer, hautboïste
- 2004 Gerhard C. Krischker, écrivain et éditeur
- 2002 Gerhard Weinzierl, musicologue et professeur de musique
- 2000 Paul Maar, écrivain
- 1998 Werner Kohn, photographe
- 1996 Tankred Dorst et Ursula Ehlers, écrivains
- 1994 Edgar Krapp, organiste
- 1992 Hans Neubauer, président de la Société des Amis des arts, critique, écrivain
- 1989 Hans Wollschläger, écrivain et traducteur